# Distretto di Stratford
Il distretto di Stratford è un'autorità territoriale della Nuova Zelanda che si trova entro i confini delle regioni di Taranaki e Manawatu-Wanganui, nell'Isola del Nord. La sede del Consiglio distrettuale si trova nella città di Stratford. Altri centri abitati più importanti sono: Whangamomona, Marco e Tahora.
La città di Startford ha una popolazione di circa 5.200 abitanti, ben oltre la metà dell'intera popolazione del Distretto, prevalentemente agricolo. La popolazione umana è decisamente inferiore se confrontata con quella degli animali da allevamento: nel Distretto sono infatti presenti circa 57.000 vacche da latte, 42.000 da macello e oltre 280.000 pecore.

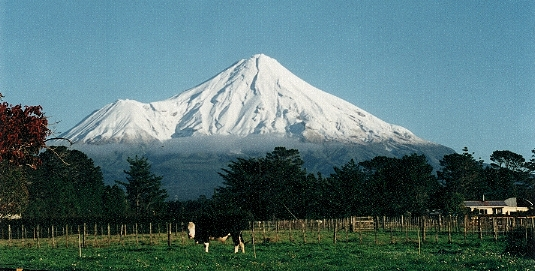
Una vista del monte Taranaki ripresa da Stratford

## Storia
Stratford venne ufficialmente classificata come "town" nel 1878, anno in cui cominciò a svilupparsi. Nel 1881 aveva 97 abitanti, nel 1891 questi erano saliti a 342 e nel 1896 a 1.256 abitanti.
Il nome originario della città era Stratford-on-Patea, dovuto al fatto che la città era attraversata dal fiume Patea. Probabilmente il nome derivava per similitudine da quello di Stratford-upon-Avon, la città natale di William Shakespeare, attraversata dal fiume Avon. La 'connessione' con Shakespeare è stata sviluppata anche in altri modi: 67 vie di Stratford sono dedicate a personaggi tratti da 27 sue opere; inoltre, l'unico Glockenspiel della Nuova Zelanda si trova nel campanile della città, e 3 volte al giorno rappresenta la scena del balcone dal Romeo e Giulietta dell'autore inglese.
Dal Distretto di Stratford si accede facilmente ai parchi nazionali Egmont e Whanganui, ricchi di montagne e foreste pluviali.